# Ida (filme)
Ida é um filme dano-polonês de 2013, do gênero drama, dirigido por Pawel Pawlikowski, vencedor da 87.ª edição do Oscar na categoria de Melhor Filme Estrangeiro, além de indicado a melhor fotografia. O filme ganhou várias gratificações e prêmios, incluindo Melhor Filme no Academia de Cinema Polonesa e Melhor Filme para a Academia de Cinema Europeu.
Estreou em Portugal no dia 17 de julho de 2014 e no Brasil em 25 de dezembro de 2014.

## Sinopse
Polônia, 1962, Anna é uma órfã criada por freiras. Sua mestre lhe conta que, antes de completar seus votos, ela deve encontrar sua família, então ela vai visitar Wanda, sua única parente viva, antes que esta venha a falecer. Wanda diz a Anna que ela é judia, então as duas mulheres iniciam uma viagem, não só para encontrar a sua trágica história de família, mas para saber quem elas realmente são e aonde pertencem.

## Elenco
- Agata Trzebuchowska como Ida Lebenstein
- Agata Kulesza como Wanda Gruz
- Joanna Kulig como a cantora
- Dawid Ogrodnik como Lis, a saxofonista
- Adam Szyszkowski como Feliks Skiba
- Jerzy Trela como Szymon Skiba

## Produção
O roteiro foi escrito por Rebecca Lenkiewicz (que é mais conhecida como uma dramaturga Inglesa) e pelo diretor Paweł Pawlikowski. O caráter de Wanda Gruz é baseado em Helena Wolinska-Brus, a quem Pawlikowski conheceu na década de 1980, enquanto ele estava morando na Inglaterra. A primeira versão do roteiro foi escrito em Inglês por Lenkiweicz e Pawlikowski; Pawlikowski então traduziu o roteiro para o polonês e passou a revisá-lo.

## Crítica
No site Rotten Tomatoes, o filme tem aprovação  de 96% dos críticos baseado em 134 críticas e tem 80% de aprovação por parte da audiência. No IMDB o filme recebeu uma nota de 7,4 por parte da audiência.